# 511
| 511                |
| ------------------ |
| Dødsfald - Fødsler |
|                    |

| Gregoriansk kalender | 511 DXI                 |
| Ab urbe condita      | 1264                    |
| Armensk kalender     | I/T                     |
| Kinesiske kalender   | 3207 – 3208 庚寅 – 辛卯 |
| Etiopisk kalender    | 503 – 504               |
| Jødisk kalender      | 4271 – 4272             |
| Hindukalendere       |                         |
| - Vikram Samvat      | 566 – 567               |
| - Shaka Samvat       | 433 – 434               |
| - Kali Yuga          | 3612 – 3613             |
| Iransk kalender      | 111 BP – 110 BP         |
| Islamisk kalender    | 114 BH – 113 BH         |

Se også 511 (tal)

## Dødsfald
- 27. november – Klodevig 1. merovingisk konge af Frankerriget.